# Kabupaten Probolinggo
Kabupaten Probolinggo är ett kabupaten i Indonesien.   Det ligger i provinsen Jawa Timur, i den västra delen av landet, 700 km öster om huvudstaden Jakarta. Antalet invånare är 1 096 244.